# Atsuta Jingu Temma-cho (métro de Nagoya)
Atsuta Jingu Temma-cho (熱田神宮伝馬町駅, Atsuta Jingu Temma-chō-eki) est une station du métro de Nagoya sur la ligne Meijō dans l'arrondissement d'Atsuta à Nagoya.

## Situation sur le réseau
La station Atsuta Jingu Temma-cho est située au point kilométrique (PK) 23,4 de la ligne Meijō.

## Histoire
La station a été inaugurée le 30 mars 1974 sous le nom de Temma-chō (伝馬町駅, Temma-chō-eki). Elle prend son nom actuel le 4 janvier 2023.

## Services aux voyageurs

### Accès et accueil
La station est ouverte tous les jours.

### Desserte

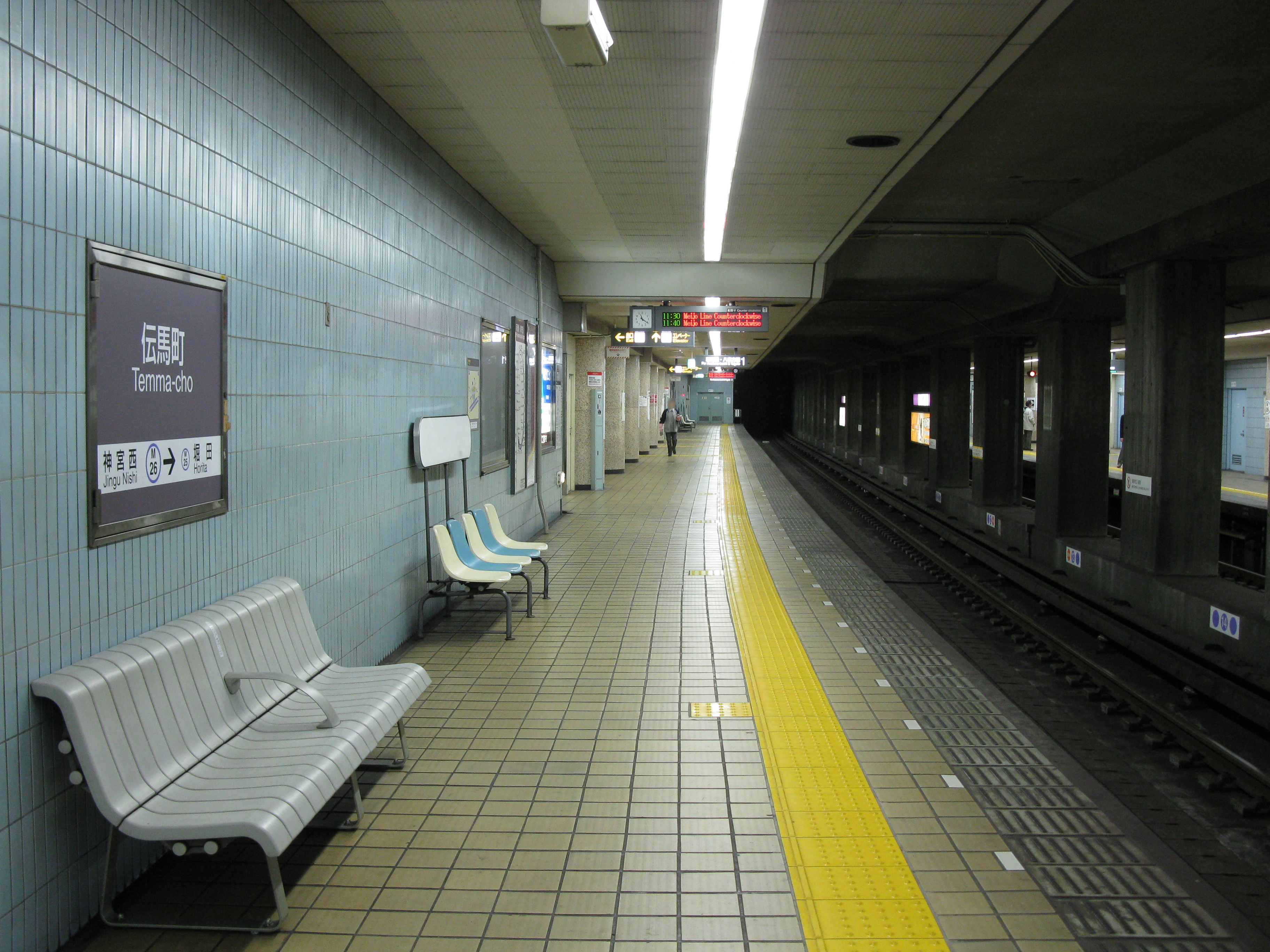
Vue des quais de la station.

- Ligne Meijō :
  - voie 1 : direction Yagoto
  - voie 2 : direction Sakae